# Philip Rosenthal
Pour les articles homonymes, voir Rosenthal.
Philip Rosenthal est un scénariste, producteur de télévision, acteur et réalisateur américain né le 27 janvier 1960 dans le Queens, New York (États-Unis).

## Filmographie

### Comme scénariste
- 1991 : Ici bébé (Baby Talk) (série TV)
- 2001 : America: A Tribute to Heroes (America: A Tribute to Heroes) (TV)

- 2005 : Everybody Loves Raymond: The Last Laugh (TV)
- 2005 : Shelter from the Storm: A Concert for the Gulf Coast (TV)
- 2005 : Earth to America (en) (TV)

### Comme producteur
- 1989 : Coach (série TV)
- 2002 : Julie Lydecker (TV)

### Comme acteur
- 2004 : Spanglish : Pietro

### Comme réalisateur
- 1989 : Coach (série TV)
- 2000 : The Final Days (en)